# Crockett Cup (2019)
Crockett Cup 2019 fue un evento de lucha libre profesional producido en conjunto por las empresas estadounidenses Ring of Honor (ROH) y National Wrestling Alliance (NWA), que tuvo lugar el 27 de abril de 2019 desde el Cabarrus Arena en Concord, Carolina del Norte. El torneo original de Jim Crockett Sr. Memorial Cup Tag Team se celebró en 1986, 1987 y 1988 por Jim Crockett Promotions.

## Antecedentes
En New Years Clash, The War Kings (Crimson y Jax Dane) (con Road Warrior Animal) derrotaron a Caleb Konley y Jay Bradley para convertirse en el primer equipo en clasificarse en la Copa Crockett 2019. Del 24 de enero al 26 de enero de 2019, Ring of Honor celebró un torneo de ocho jugadores en equipo como parte de su gira de Road to G1 Supercard de Texas. Villain Enterprises (Brody King y PCO) ganó el torneo de tres días al derrotar a The Kingdom (Vinny Marseglia y TK O'Ryan) en la primera ronda y al equipo de Kenny King y MVP en la final para ganar un lugar en la Copa Crockett, así como también una lucha titular por el Campeonato Mundial en Parejas de ROH.
El 8 de febrero de 2019 se anunció que las empresas aliadas de ROH, Consejo Mundial de Lucha Libre (CMLL) fuera de México, y New Japan Pro-Wrestling (NJPW) de Japón también enviarían equipos para la Copa Crockett 2019.

## Resultados
- Bandido & Flip Gordon (ROH) derrotaron a Guerrero Maya Jr. & Stuka Jr. (CMLL) en los cuartos de final del Crockett Cup 2019.
  - Gordon cubrió a Stuka después de un «TKO».
  - Como resultado, Bandido y Gordon avanzaron a la semifinal del torneo.
- Royce Isaacs & Thomas Latimer derrotaron a The War Kings (Crimson & Jax Dane) (NWA) en los cuartos de final del Crockett Cup 2019.
  - Issacs cubrió a Dane con un «Roll-up».
  - Como resultado, Isaacs y Latimer avanzaron a la semifinal del torneo.
- The Briscoes (Jay Briscoe & Mark Briscoe) (ROH) derrotaron a The Rock 'n' Roll Express (Ricky Morton & Robert Gibson) (NWA) en los cuartos de final del Crockett Cup 2019.
  - Jay cubrió a Morton después de un «Froggy Bow».
  - Como resultado, The Briscoes avanzaron a la semifinal del torneo.
- Villain Enterprises (Brody King & PCO) (ROH) derrotaron a Satoshi Kojima & Yuji Nagata (NJPW) en los cuartos de final del Crockett Cup 2019.
  - PCO cubrió a Kojima después de un «Fireman's Carry Mikinoku Driver».
  - Como resultado, King y PCO avanzaron a la semifinal del torneo.
- Allysin Kay derrotó a Santana Garrett y ganó el vacante Campeonato Mundial Femenil de la NWA.
  - Kay cubrió a Garrett después de un «AK47».
  - Después de la lucha, Kay le estrechó la mano a Garrett en señal de respeto, pero esta se la negó.
  - Originalmente Jazz iba a defender el título ante Kay, pero tuvo que dejarlo vacante debido a razones médicas y personales.
- Royce Isaacs & Thomas Latimer derrotaron a Bandido & Flip Gordon (ROH) en la semifinal del Crockett Cup 2019.
  - Latimer cubrió a Gordon después de un «Schoolboy».
  - Como resultado, Isaacs y Latimer avanzaron a la final del torneo.
- Villain Enterprises (Brody King & PCO) (ROH) derrotaron a The Briscoes (Jay Briscoe & Mark Briscoe) (ROH) por descalificación en la semifinal del Crockett Cup 2019.
  - The Briscoes fueron descalificados luego de atacar a King y PCO con sillas.
  - Como resultado, King y PCO avanzaron a la final del torneo.
- Colt Cabana derrotó a Willie Mack y ganó el Campeonato Nacional Peso Pesado de la NWA.
  - Cabana cubrió a Mack después de un «Colt. 45».
  - Después de la lucha, James Storm salió a retar a Cabana por el título.
- Villain Enterprises (Brody King & PCO) (ROH) derrotaron a Royce Isaacs & Thomas Latimer y ganaron el Crockett Cup 2019 y el vacante Campeonato Mundial en Parejas de la NWA.
  - PCO cubrió a Latimer después de un «Moonsault».
  - Después de la lucha, Nikita Koloff y Magnum T.A. salieron a felicitar a King y PCO.
- Nick Aldis derrotó a Marty Scurll y retuvo el Campeonato Mundial Peso Pesado de la NWA.[5]
  - Aldis forzó a Scurll a rendirse con un «King's Lynn Cloverleaf».

## Torneo por el Crockett Cup y el  Campeonato Mundial en Parejas de la NWA
Pin=conteo de tres; Sub=rendición
|  | Primera ronda                                            | Primera ronda                          | Primera ronda                          |                                        |     | Semifinales | Semifinales                   | Semifinales |  |  | Final | Final | Final |  |
|  |                                                          |                                        |                                        |                                        |     |             |                               |             |  |  |       |       |       |  |
|  |                                                          |                                        |                                        |                                        |     |             |                               |             |  |  |       |       |       |  |
|  | Bandido & Flip Gordon                                    | Bandido & Flip Gordon                  | Pin                                    |                                        |     |             |                               |             |  |  |       |       |       |  |
|  | Bandido & Flip Gordon                                    | Bandido & Flip Gordon                  | Pin                                    |                                        |     |             |                               |             |  |  |       |       |       |  |
|  | Guerrero Maya Jr. y Stuka Jr.                            |                                        |                                        |                                        |     |             |                               |             |  |  |       |       |       |  |
|  |                                                          | Bandido y Flip Gordon                  |                                        |                                        |     |             |                               |             |  |  |       |       |       |  |
|  |                                                          |                                        |                                        |                                        |     |             |                               |             |  |  |       |       |       |  |
|  |                                                          |                                        | Royce Isaacs y Thomas Latimer          | Royce Isaacs y Thomas Latimer          | Pin |             |                               |             |  |  |       |       |       |  |
|  | Royce Isaacs & Thomas Latimer                            | Royce Isaacs & Thomas Latimer          | Royce Isaacs y Thomas Latimer          | Royce Isaacs y Thomas Latimer          | Pin | Pin         |                               |             |  |  |       |       |       |  |
|  | Royce Isaacs & Thomas Latimer                            | Royce Isaacs & Thomas Latimer          |                                        |                                        |     |             |                               |             |  |  |       |       |       |  |
|  | The War Kings (Crimson & Jax Dane)                       |                                        |                                        |                                        |     |             |                               |             |  |  |       |       |       |  |
|  |                                                          |                                        |                                        |                                        |     |             | Royce Isaacs y Thomas Latimer |             |  |  |       |       |       |  |
|  |                                                          |                                        |                                        |                                        |     |             |                               |             |  |  |       |       |       |  |
|  |                                                          |                                        | Villain Enterprises (Brody King & PCO) | Villain Enterprises (Brody King & PCO) | Pin |             |                               |             |  |  |       |       |       |  |
|  | The Briscoe Brothers (Jay & Mark)                        | The Briscoe Brothers (Jay & Mark)      | Villain Enterprises (Brody King & PCO) | Villain Enterprises (Brody King & PCO) | Pin | Pin         |                               |             |  |  |       |       |       |  |
|  | The Briscoe Brothers (Jay & Mark)                        | The Briscoe Brothers (Jay & Mark)      |                                        |                                        |     |             |                               |             |  |  |       |       |       |  |
|  | The Rock 'n' Roll Express (Ricky Morton & Robert Gibson) |                                        |                                        |                                        |     |             |                               |             |  |  |       |       |       |  |
|  |                                                          | The Briscoe Brothers (Jay & Mark)      |                                        |                                        |     |             |                               |             |  |  |       |       |       |  |
|  |                                                          |                                        |                                        |                                        |     |             |                               |             |  |  |       |       |       |  |
|  |                                                          |                                        | Villain Enterprises (Brody King & PCO) | Villain Enterprises (Brody King & PCO) | Pin |             |                               |             |  |  |       |       |       |  |
|  | Satoshi Kojima & Yuji Nagata                             |                                        | Villain Enterprises (Brody King & PCO) | Villain Enterprises (Brody King & PCO) | Pin |             |                               |             |  |  |       |       |       |  |
|  |                                                          |                                        |                                        |                                        |     |             |                               |             |  |  |       |       |       |  |
|  | Villain Enterprises (Brody King & PCO)                   | Villain Enterprises (Brody King & PCO) | Pin                                    |                                        |     |             |                               |             |  |  |       |       |       |  |
|  | Villain Enterprises (Brody King & PCO)                   | Villain Enterprises (Brody King & PCO) | Pin                                    |                                        |     |             |                               |             |  |  |       |       |       |  |
|  |                                                          |                                        |                                        |                                        |     |             |                               |             |  |  |       |       |       |  |